# Медаль «За заслуги перед Отечеством» (Армения)
Медаль «За заслуги перед Отечеством» — государственная награда Республики Армения.

## Порядок награждения
Награждение производится за:
- большой вклад в деле защиты Родины,
- большой вклад в деле обеспечения правопорядка,
- большой вклад в деле укрепления законности,
- большой вклад в деле национальной безопасности,
- большой вклад в деле спасательных работ,
- иные выдающиеся заслуги перед Родиной.

## Степени
Медаль имеет две степени:
- Медаль «За заслуги перед Отечеством» I степени,
- Медаль «За заслуги перед Отечеством» II степени.

## Порядок ношения
Медаль носится на левой стороне груди, а при наличии орденов — после орденов, при наличии медали «За боевые заслуги» — после неё.

## Награждённые медалью
В период правления Президента Армении С. Саргсяна (с 9 апреля 2008 года) медалью 1-й степени были награждены 128 человек, 2 из которых — посмертно.
Из 128-и награждённых 122 — граждане Армении, 6 — иностранных государств (по одному гражданину Канады, Швейцарии, Польши, США, Франции и Австралии).
11 из награждённых — женщины.
В период правления Президента Армении С. Саргсяна (с 9 апреля 2008 года) медалью 2-й степени были награждены 314 человек.
Из 314-и награждённых 300 — граждане Армении, 14 — иностранных государств (3 — США, 6 — Российской Федерации, 1 — Швейцарии и 4 — НКР).
11 из награждённых — женщины.
В 2007 году за весомый вклад в укрепление законности и правопорядка в республике медалью 1 степени награждён Генеральный прокурор Армении Агван Гарникович Овсепян.
В 2006 году за проявленное мужество и храбрость в деле защиты границ отечества, и в связи с празднованием 15-летия независимости Армении 53 военнослужащих награждены медалью 2 степени.